# Syni
De Syni (Russisch: Сыни; "zonen") is een 1705 meter hoge spleetvulkaan in het Kalargebergte in het noorden van de Russische kraj Transbaikal. De vulkaan is onderdeel van het  Oedokanvulkaanveld en werd in 1983 aangewezen als natuurmonument. Dicht bij de vulkaan liggen de vulkanen Akoe en Tsjepe. De Syni is is door een steile beklimming een van de meest ontoegankelijke vulkanen in het toch al afgelegen gebied.

## Geografie en geologie
De vulkaan ligt aan de middenloop van de gelijknamige rivier Syni, een zijrivier van de Ejmnach (stroomgebied van de Koeanda). De basaltmagma barstte hier op twee 500 meter van elkaar verwijderde kraters door de steile hellingen van het trogdal waar deze rivier doorheen stroomt en stroomde naar beneden door het rivierdal tot 9 kilometer verderop. Daarbij nam de dikte af van 30 tot 35 meter nabij de vulkaan tot 8 tot 10 meter nabij het einde van de stroom. Deze hawaïaanse lava leidde tot de vorming van diverse soorten diaklazen. De rivier sneed hier later doorheen en maakte zo scheuren, kloven en grotten door de lavastroom om bij de instroom van haar zijrivier Changoera met een 10 meter hoge waterval naar beneden te storten. Naast lava werd bij de uitbarstingen ook veel pyroclastisch gesteente afgezet.
De uitbarsting waarbij deze vulkaan ontstond deed een kilometerslange breuk ontstaan, waaruit een ongeveer 800 meter lange helderrode tot bruine tot zwarte slakkenrug met vulkanische bommen ontstond, die later door erosie verweerde tot grillige rotsen. De hoogste krater is de 1705 meter hoge Voelkanny die tot 450 meter uitsteekt boven de rivierbedding. Een trits losliggende slakken strekt zich uit naar de noordwestelijke rand van het trogdal. Tussen de breuk en de slakkenrug bevindt zich een depressie met een seizoensgebonden regenmeer. Aan de voet van de vulkaan bevindt zich een warmwaterbron.
C14-datering van verbrande vegetatie onder de lavastroom heeft de uitbarstingen geplaatst op een periode tussen 9240 (± 120 jaar) en 8160 (± 70 jaar) BP, in de laatste van vier etages van het vulkanisme van het Oedokanplateau. De ondergrond van de vulkaan is nog actief, zoals blijkt uit gemeten seismiciteit op 25 kilometer onder de vulkaan.